# Z Nation
Z Nation [ziːˈneɪʃ(ə)n] (Anhörenⓘ) ist eine US-amerikanische postapokalyptische Zombie-Drama-Serie des Drehbuchautors Karl Schaefer aus dem Jahr 2014, die von The Asylum produziert wird. Die Ausstrahlung startete am 12. September 2014 auf dem US-amerikanischen Fernsehsender Syfy, in Deutschland am 29. Juli 2015 auf dessen deutschem Ableger.
Dezember 2017 wurde die fünfte und letzte Staffel in Auftrag gegeben, die Ausstrahlung erfolgte ein Jahr später. Im April 2019 wurde die von Karl Schaefer und John Hyams entwickelte Prequelserie Black Summer auf Netflix veröffentlicht.

## Handlung

### Staffel 1
Während seit drei Jahren eine Zombie-Apokalypse wütet, schaffen es einige Ärzte, darunter Marilyn Merch, in einer Forschungsstation einen experimentellen Impfstoff herzustellen, der an drei Gefangenen getestet wird, kurz bevor die Station von Zombies überrannt wird. Tatsächlich erweist sich eine Injektion als wirksam und rettet dem Gefangenen „Murphy“ trotz mehrfacher Zombiebisse das Leben. Das macht ihn, weil die Station und der bisherige Wirkstoff verloren sind, zur wichtigsten Hoffnung der Menschheit auf einen Impfstoff. Ein Team von Soldaten, darunter Mark Hammond, wird beauftragt, Murphy von New York City nach Kalifornien zu bringen, damit dort in einem Labor mithilfe seines Blutes ein Gegenmittel hergestellt werden kann. In der ersten Folge der ersten Staffel sind von diesem Team nur noch Hammond und Murphy am Leben; sie treffen auf eine Gruppe von Überlebenden, die sich der Mission anschließen, weil ihr Lager von Zombies überrannt worden ist. Aus der Ferne wird die Gruppe von dem NSA-Analysten „Citizen Z“ unterstützt, der als letzter Überlebender in der NSA-Basis Northern Light in Alaska ausharrt. Er hat von dort die absolute Kontrolle über alles, was an das noch teilweise funktionierende Internet angeschlossen ist. Nachdem Hammond bei einem von Zombies überrannten Stützpunkt ums Leben gekommen ist, übernehmen Roberta, Mack, Addy, Doc, Cassandra, Tommy „10K“ (in der deutschen Synchronfassung „Zehntausend“) und Sgt. Charles Garnett die Aufgabe, Murphy lebend nach Kalifornien zu bringen.
Unterwegs treffen sie immer wieder auf Überlebende der Apokalypse, die der Gruppe jedoch nicht alle freundlich gesinnt sind. Auch nimmt die permanente Bedrohung durch Zombies nicht ab. Die militärischen Stützpunkte zwischen New York und Kalifornien erweisen sich zudem nicht als sicher, sodass die Gruppe gezwungen ist, auf andere Unterkünfte auszuweichen. Auf dem Weg werden sie von Tornados aufgehalten oder von Zombiehorden überrannt. Als sie sich eines Tages an einem Atomkraftwerk wiederfinden, müssen sie eine nukleare Katastrophe, die durch eine Kernschmelze droht, verhindern. Gleichzeitig lassen sie Murphy mit einem Flugzeug in Sicherheit fliegen. Die Gruppe schafft es mithilfe eines ehemaligen Mitarbeiters des Kraftwerks, die Kernschmelze abzuwenden; Murphy stößt kurze Zeit später wieder zu ihnen, da das Flugzeug abgestürzt ist. Als die Gruppe wenig später an eine Siedlung kommt, in welcher sich ausschließlich Frauen befinden, wird Addy von diesen so manipuliert, dass sie dort bleiben möchte und die Gruppe ohne Addy und ihren Freund Mack, der Addy nicht allein lassen will, weiterfährt.
Kurze Zeit später nennt Citizen Z ihnen einen neuen Ort, Fort Collins in Colorado, wo sich ein Labor befindet. Dort hofft er Merch vorzufinden, die in der Lage ist, einen Impfstoff aus Murphys Blut herzustellen. Im Labor finden sie jedoch lediglich eine große Anzahl Leichen sowie „Patient 0“, der sich im Labor infiziert hat. Durch Videoaufzeichnungen aus der Zeit, bevor die Apokalypse ausbrach, wird der Gruppe klar, dass es damals bereits Versuche zur Herstellung eines Impfstoffs gegeben hat. Cassandra wird im Labor schwer verletzt und von Murphy in einen Zombie verwandelt.
Walter Kurian hat an einer Biowaffe gearbeitet, indem er drei Jahre lang in den verschiedensten Ländern alle möglichen Epidemien untersucht hat, wobei er auch vor Mord nicht zurückgeschreckt ist. Er ist auch von Interpol gesucht worden, wegen des Verkaufs von Biowaffentechologie an Nordkorea, den Iran und den Irak und des Verdachts auf Entwicklung von Hypnotika im Kampfeinsatz. Durch einen Unfall im Labor ist das Virus freigesetzt worden. Als Kurian plötzlich im Labor auftaucht und sich zunächst als helfender Wissenschaftler ausgibt, kann Citizen Z die Gruppe per Computer warnen, woraufhin Murphy und der Doktor fliehen. Da Murphy ohne Dekontamination aus dem Labor flieht, wird durch einen Sicherheitsmechanismus eine Atomrakete von NORAD gestartet, die das Labor in Fort Collins zum Ziel hat. Dies löst eine atomare Gegenreaktion und den Dritten Weltkrieg aus, bei dem unter anderem die NSA-Basis Northern Light und weltweit zahlreiche weitere Länder zum Ziel werden.

### Staffel 2
Kurz bevor die Atomrakete die NSA-Basis erreicht, wird dort automatisch die Raketenabwehr aktiv und die Rakete in der Luft zerstört. Die Mitglieder der Gruppe werden im Zuge dessen voneinander getrennt. So findet sich Citizen Z im Kampf mit einer Horde Zombies wieder, unfähig, mit den anderen zu kommunizieren. Inzwischen entgeht Roberta nur knapp dem Tod, bevor sie wieder mit Doc, 10K, Mac und Addy vereint ist. Gemeinsam zieht es sie nach Cheyenne, Wyoming, wo sie auf Murphy, der dort einen Zombie-Stripclub aufgebaut hat, und Cassandra treffen. Dort wartet auch schon eine Gruppe Kopfgeldjäger, u. a. ein Mann namens Vasquez, auf sie und es entbrennt ein Streit darüber, wer Murphy zur CDC bringen soll. Im darauf folgenden Shootout gelingt es Murphy und Cassandra, zu entkommen. Während der Attacke durch die Kopfgeldjäger entgeht jedes der verbliebenen Gruppenmitglieder nur mehr oder weniger dem Tod. Vasquez rettet hierbei Roberta vor den anderen Kopfgeldjägern, Mack wird in einem zombieverseuchten Treppenhaus gebissen und kurz darauf von Addy nach der vollzogenen Verwandlung per Kopfschuss getötet.
Auf der Flucht aus Cheyenne treffen die übrig gebliebenen Gruppenmitglieder dann auf einen Konvoi, der Richtung Edmonton, Alberta in Kanada unterwegs ist. Sie schließen sich diesem an, treffen jedoch bald schon auf die nächste Bedrohung: Blaster – radioaktiv verseuchte Kreaturen, die aus der Explosion der nuklearen Bombe entstanden. Als der Konvoi von den Blastern überrannt wird, muss die Gruppe erneut fliehen. Murphy und Cassandra werden erneut von ihren Leuten getrennt und begeben sich zusammen mit einem Überlebenden des Konvois in Richtung eines Labors in Minneapolis, Minnesota.
Murphy und Cassandra erreichen ein mit Zombie-Pflanzen-Hybriden verseuchtes Gewächshaus, wo sie für den Anführer der Gruppe des Labors in Minneapolis eine Probe der 47. Versuchsreihe eines Mittels auf Marihuanabasis, genannt Batch47, beschaffen sollen, die als Heilmittel gegen den Zombievirus dienen könnte. Nachdem keiner der Freiwilligen, die sich zum Gewächshaus begeben haben, zurückgekehrt ist, schafft es Murphy schließlich mithilfe seiner telepathischen Fähigkeiten, eine Probe von Batch47 zu bekommen. Als sie die Substanz an einer enthaupteten Leiche testen, deutet erst alles darauf hin, dass Batch47 wirklich wirkt. Schließlich stellt sich aber heraus, dass der vermeintliche Antivirus ebenso wie der ursprüngliche wirkt und Menschen in Zombies verwandelt. Währenddessen kann Citizen Z wieder mit dem Team Kontakt aufnehmen und will Addy die Koordinaten für das Labor der CDC schicken, eine Störung der Kommunikationsübertragung führt jedoch dazu, dass Addy sich die falschen Koordinaten notiert. Als sich Cassandra und Murphy wieder auf den Rückweg zum Labor machen wollen, treffen sie auf Serena, ein Mädchen, das mit Murphys ungeborenem Kind schwanger ist.
Die Gruppe, nun wieder vereint, begibt sich zu einer Siedlung von Mennoniten, wo Serena ein gesundes Mädchen gebärt. Dort infizieren sich Addy und 10K mit Milzbrand, was dazu führt, dass Roberta die sehr hilfsbereiten Mennoniten um ihre Antibiotika erleichtern muss, um die beiden Infizierten zu retten. Als die Gruppe abermals von einer Horde Zombies angegriffen wird, erleidet Serena einen Biss und muss von Roberta erlöst werden.
In Springfield, Illinois trennt sich Murphy erneut von den anderen mitsamt dem Neugeborenen, aus Angst, dieses könnte getötet werden. Roberta sucht anschließend nach Vasquez, nachdem dieser spurlos verschwunden ist. Nach einer Attacke durch Untote retten sich die beiden verletzt in ein verlassenes Krankenhaus, wo Vasquez erzählt, dass er immer noch auf der Suche nach dem Mann ist, der seine Familie ermordet hat. Murphy bittet hingegen Cassandra, die anderen dazu zu bringen, ihn in Ruhe zu lassen und nicht nach ihm zu suchen. Ein hitziger Streit entwickelt sich, in dessen Verlauf sich 10K gezwungen sieht, Cassandra zu töten. Murphy trifft auf ein Paar in einem völlig isolierten Haus, beißt beide und überlässt den Infizierten schließlich seine Tochter, bevor er zur Gruppe zurückkehrt.
Nun soll es über den Mississippi Richtung Memphis, Tennessee gehen. Das Boot wird von Zombies attackiert, 10K fällt ins Wasser und wird von den anderen getrennt. Dieser trifft bei der Suche nach den anderen auf zwei Männer, Sketchy und Skeezy, die ihm helfen wollen, seine Gefährten wiederzufinden. Während ihrer Suche geraten sie an eine Gruppe Überlebende, 10K freundet sich mit einer Bewohnerin an. Als der Anführer Escorpion sie aus einem Missverständnis heraus zum Tod durch den Strang verurteilen will, rettet 10Ks neue Freundin sie vor der Hinrichtung, als sie zusammen mit der restlichen Gruppe auftaucht – 10K hatte ihr vorhin einen möglichen Treffpunkt genannt. Murphy wird seinerseits wieder einmal von der Gruppe getrennt, als er in die Falle eines Zombiesammlers gerät. Dieser zwingt ihn, ihm seine komplette Geschichte zu erzählen, die ihn zu der Kreatur gemacht hat, die er jetzt ist. 10K spürt Murphy schließlich in einer kleinen Stadt auf, wird aber ebenfalls vom Sammler gefangen genommen. Beide werden jedoch letztendlich durch die Gruppe gerettet.
Nahe Roswell, New Mexico spürt die Gruppe eine vollkommen isolierte Siedlung auf, die von einer Frau namens Bernadette angeführt wird, welche behauptet, in Kontakt mit Außerirdischen zu stehen. Aufgrund dessen vermutet 10K, dass sich in deren Untergrundbasis möglicherweise Gerätschaften befinden, die es ihnen ermöglichen könnten, schneller zur CDC zu gelangen. Zusammen mit Bernadette begegnen sie auf dem Weg dorthin einem Wesen, das an ein zombifiziertes Alien erinnert und töten es. Schließlich geraten sie an zwei weitere Zombie-Aliens, die Bernadette entführen wollen. Nachdem sie einen der Angreifer schwer verwundet haben, stellt sich heraus, dass es sich um ein Mitglied der Kommune handelt, welches einen Spezialanzug trägt. Der Mann ist auch der letzte überlebende Testpilot der geheimen Basis, welche von Zombies überrannt worden war.
Die Gruppe zieht weiter und befindet sich mittlerweile schon 100 Meilen nördlich von Flagstaff, Arizona. Citizen Z warnt sie vor einer sich nähernden Horde von Zunamis. Als das Wohnmobil den Geist aufgibt, sind die Überlebenden gezwungen, sich wieder einmal zu trennen. Murphy, Roberta, Vasquez und Addy treffen in einem Casino auf eine Gruppe von Indianern. Deren Anführer, Gordon, lockt 10K und Doc in eine Falle und überlässt sie ihrem Schicksal. Gordons Schwester Ayalla macht ihm jedoch einen Strich durch die Rechnung und rettet die beiden. Währenddessen hilft Roberta Citizen Z bei der Bedienung eines Raketenwerfers, um den letzten Zombie in der Basis in Alaska zu erledigen. Ayalla bittet 10K und Doc, mit ihr zu reisen, um ihren Vater Danny vor der drohenden Zunami-Horde zu warnen. Danny entsendet seinerseits einen Trupp zu seinem Sohn Gordon, jedoch zerstören die Zunami das Casino und bewegen sich auf die Klippen zu, wo sich Gordon mit seinen Leuten aufhält. Trotz des vorherigen Mordversuchs entschließt sich Doc, für Danny und Ayalla Gordon zu helfen und die Zunami-Horde mit einem Trick von den Klippen stürzen zu lassen.
Die Überlebenden treffen auf eine neue Gruppe, die sich seit dem Ausbruch in einem Hotel verschanzt hat, angeführt wird diese von Gideon, einem ehemaligen Manager. Beim Erkunden des Hotels werden Murphy und ein Mitglied der Hotelgruppe angeschossen. Während Murphy bewusstlos ist, hat er eine Vision und lockt unabsichtlich Zombies aus den verschlossenen Hotelzimmern an. Als die anderen herausfinden wollen, wer auf Murphy geschossen hat, wird schließlich ein Mann namens Iggy irrtümlicherweise als der Schuldige identifiziert und isoliert. Der wahre Schütze treibt jedoch immer noch sein Unwesen und will zwei weitere Überlebende, unter anderem Doc, erschießen. Gefangen in der Haupthalle sehen sich die Überlebenden nun mit den Zombies aus den Hotelzimmern konfrontiert. Im Zuge dessen verrät sich der wahre Schütze und will mit einer Frau namens Dana fliehen, wird jedoch von einem nur halb verwandelten Zombie erschossen. Der verstoßene Iggy kehrt zurück und erschießt Gideon. Beide Gruppen trennen sich.
Nahe der mexikanischen Grenze rettet Escorpion die Gruppe vor einer Reihe Zombies, um La Reina, Die Königin der Toten, zu treffen. La Reina bietet einerseits eine Belohnung, wenn sie Murphy bekommt oder andererseits eine Mitgliedschaft in ihrer Gang. Alle sagen zu und werden nun Gefolgsleute der Königin der Toten. Während der folgenden Feier für die Neumitglieder identifiziert Vasquez Escorpion als den Killer seiner Familie und will diesen stellen, wird jedoch in letzter Sekunde von Roberta gestoppt. Kurian behauptet, mithilfe von Murphys Blut ein Antivirus hergestellt zu haben. La Reina wählt Vasquez als Versuchskaninchen für das Serum aus.
Roberta empfiehlt ihrerseits Kurian als erstes Testobjekt. Dieser wird letztendlich von der Königin gezwungen, sich das Heilmittel zu injizieren und erleidet daraufhin einen Zombiebiss, überlebt jedoch. La Reina und ihre Gefolgsleute bekommen nun alle das Heilmittel verabreicht. Nach einer gewissen Inkubationszeit sollen nun alle, die das Serum verabreicht bekommen haben, so Kurian, durch Murphys Telepathiefähigkeiten kontrolliert werden können. Escorpion und Vasquez geraten schließlich sich einen Kampf, Escorpion wird daraufhin von La Reinas Leibwächtern gefangen genommen. Kurian attackiert Murphy, wird jedoch von Roberta enthauptet. Die Gruppe will nun fliehen und versucht, La Reinas Schergen durch von Murphy kontrollierte Zombies aufzuhalten. Escorpion befreit sich aus der Gefangenschaft und kämpft erneut mit Vasquez. Vasquez stößt Escorpion in einen Schacht, wo er von den nahenden Zombies eingekreist wird. In fünf Autos fährt die Gruppe in Richtung Grenze zu den USA.
In einem Flashback-Prolog erinnert sich Citizen Z, wie er am Nordpol gelandet ist. Auch die anderen rekapitulieren, was sie am Tag des Ausbruchs getan haben. In der Gegenwart fühlt sich Citizen Z dann mit einem Hacker konfrontiert, der mit seiner Hilfe Murphy finden will. In einem heruntergekommenen Haus, zu finden unter den falschen Koordinaten der CDC, trifft die Gruppe auf eine Frau mit einem ganzen Arsenal an Waffen. Citizen Z versucht, die Überlebenden zu warnen, kommt jedoch nicht durch. Zwischenzeitlich trifft eine Gruppe Amateur-Kopfgeldjäger im Haus ein und will Murphy gefangen nehmen, im sich entwickelnden Konflikt wird 10K angeschossen. Die unbekannte Frau ruft Merch zu Hilfe, diese kommt in Begleitung eines U-Boot-Kapitäns. Wenig später trifft auch La Reina mit einigen ihrer Leibwächter ein, in der Hoffnung, Murphy zu finden. Während Roberta und der Rest von der Frau mit Waffen ausgestattet werden, macht sich Murphy mit Merch auf den Weg nach Zona, einer zombiefreien Insel. Auch Merch erhofft sich durch Murphys Blut eine Chance auf ein Heilmittel. Im Haus wird Roberta von Escorpion vor La Reina gerettet, der reuige Escorpion wird schließlich als Revanche davor bewahrt, von Vasquez endgültig getötet zu werden. Als Konsequenz daraus verlässt Vasquez die Gruppe. Doc, Addy, Roberta und Escorpion sehen am Horizont das in Flammen stehende U-Boot und ein Rettungsboot, mit dem Murphy, Merch und der Kapitän fliehen. Dann werden sie von unbekannten Männern verschleppt. 10Ks Aufenthaltsort ist unbekannt. Murphys Tochter trinkt in der Abschlussszene mit zwei Zombies Tee.

### Staffel 3
Die Staffel beginnt mit einer Rückblende. Robertas Gruppe trifft Überlebende, die in einem Konflikt mit dem Mann stehen. Dieser sucht für eine Organisation von Milliardären bestimmte Leute von einer Liste. Zu den Überlebenden gehört auch eine junge Frau namens Red und ihr kleiner Bruder, den Doc auf 5K tauft, da er 10K nachahmt. Der Konflikt endet mit dem Tod der Überlebenden, auch Red, 5K und der Mann scheinen tot zu sein, sodass Roberta mit ihrer Gruppe weiterzieht.
Zurück in der Gegenwart werden Roberta, Addy, Doc und Hector von asiatischen Militärs gefangen genommen, die nach Murphy suchen. Zu der Gruppe gehört auch eine Ärztin namens Sun Mei. Zusammen machen sie sich auf den Weg zu einer Abwurfsendung, mit der Sun Mei ihre Laborausrüstung erhalten soll. Nachdem ihr Team getötet und ihre Mission für gescheitert erklärt worden ist, schließt sie sich Robertas Gruppe an. Immer wieder treffen sie auf eine Organisation, die sich die "rote Hand" nennt und von einem Mann angeführt wird, der sich ebenfalls Escorpion nennt.
Murphy hat Dr. Merch, den Kapitän, 10K und zwei Soldaten gebissen und kommt den anderen zuvor, indem er die Abwurfsendung stiehlt. In Spokane, Washington gründet Murphy in einem alten Museum Murphytown, wo er mittels seines Bisses Leute um sich schart. Merch soll für ihn ein Mittel herstellen, das diesen Vorgang beschleunigt. Doch diese schließt sich mit 10K zusammen und entwickelt ein Gegenmittel, um aus Murphys Herrschaft zu fliehen. Während 10K die Flucht gelingt, bleibt Merch zurück. Sie entwickelt die ersten Dosen von Murphys gewünschtem Mittel, begeht dann allerdings Suizid, indem sie sich den Zombies ausliefert. Der verzweifelte Murphy isst ihr Gehirn, um so selber weitere Dosen herstellen zu können, da er dadurch Merchs Wissen erhält. Der Mann taucht in Murphytown auf, denn Murphy steht nun auf seiner Liste. Doch Murphy enttarnt ihn, allerdings gelingt dem Mann die Flucht. Sein neues Ziel ist Murphys Tochter Lucy, von der er nun erfahren hat.
Doc findet 10K in einer Psychiatrie wieder, von wo sie gemeinsam fliehen und wieder zu Robertas Gruppe stoßen. Sie beschließen, Lucy zu finden, da Murphy sie zu sich holen will. Doc und Addy gehen nach Illinois, wo sich Lucy befinden soll, während die anderen nach Spokane weiterziehen. Nachdem 10Ks Bisswunde entdeckt worden ist, flieht dieser und landet wieder bei Murphy. Dieser gibt ihm den Auftrag, Warren zu finden.
Roberta sucht für den Kampf gegen Murphy neue Verbündete bei der roten Hand. Überrascht stellen sie fest, dass Escorpion Vasquez ist. Dieser scheint seine Persönlichkeit vergessen und die von Hector angenommen zu haben. Im Kampf tötet Vasquez Hector, woraufhin Warren Vasquez tötet. Die Anhänger der roten Hand schließen sich daraufhin ihr an. Gemeinsam wollen sie Murphytown angreifen, wobei sie vorher auf 10K treffen, der von Warren geimpft wird. Doch Murphy befreit 10K mit seinen Anhängern. Nun greift Robertas Gruppe Murphytown an. 10K wird von den plötzlich auftauchenden Red und 5K zurück in die Realität geholt, indem Red ihn küsst.
Citizen Z verlässt das Camp Northern Light und trifft auf eine Inuitfamilie, darunter eine junge Frau namens Kaya. Als er herausfindet, dass sie kaum noch Nahrung haben, kehren sie zusammen nach Northern Light zurück. Sie können die Stromversorgung wieder in Gang setzen und so das Funkgerät wieder in Betrieb nehmen. Kaya und Citizien Z werden ein Paar und Kaya wird schwanger.
Addy und Doc finden Lucy, doch der Mann kommt ihnen zuvor und entführt sie. Während Doc versucht, Kontakt mit Citizen Z aufzunehmen, nimmt Addy die Verfolgung auf. Doc kann Citizen Z erreichen, doch da dieser Warren nicht kontaktieren kann, fliegt er kurzerhand mit Kayas Onkel und dessen Flugzeug nach Spokane. Dort unterbricht er mit seiner Nachricht von Lucys Entführung den Krieg zwischen den verfeindeten Parteien. Murphy bittet Warren um Hilfe, um seine Tochter zu befreien. Gemeinsam brechen sie auf.
Aufgrund einer entzündeten Schusswunde droht 10K zu sterben, doch Sun Mei glaubt, ihn retten zu können. Warren muss ihn töten, dann muss Murphy ihn beißen und schließlich erhält er eine Injektion. Der Plan funktioniert und 10K überlebt. Im Kampf um Lucy, wird Murphy von dem Mann angeschossen, wobei die Kugel danach noch Warren trifft. Um Lucy vor dem Mann zu schützen, stürzt sich Addy mit diesem die Klippen herunter. Lucy und 5K springen hinterher. Plötzlich taucht ein Flugobjekt auf, dass vermutlich aus Zona stammt.

## Charaktere

### Citizen Z
Simon Cruller, besser bekannt als Citizen Z, ist ein Hacker der NSA im Camp Northern Light am Polarkreis. Nachdem der Rest der Besatzung geflohen ist und ihn alleine zurückgelassen hat, nutzt er das Equipment, um die Operation Bisswunde auf ihrem Weg nach Kalifornien zu unterstützen. Außerdem führt er einen Radiosender, auf dem er andere Überlebende vor schlechten Wetterlagen oder Zombie-Horden warnt. Eines Tages rettet er einen Schlittenhund, denn er Pup nennt. Am Anfang der 2. Staffel wird die Basis von Raketen teilweise zerstört und von den Zombies aus dem Fluchtflugzeug, das abgestürzt war, überrannt. Am Ende der Staffel beschließt er, das Camp zu verlassen. Kurz bevor er in der Kälte erfriert, wird er von Kaya gefunden. Mit ihr und ihrer Familie kehrt Citizen Z zum Camp zurück, da sie die Nahrung dort benötigen. Er und Kaya beginnen eine Beziehung und sie wird schwanger. Als er Warren nicht mehr per Funk kontaktieren kann, fliegt er mit einem Flugzeug zu ihr nach Spokane, kehrt aber später zurück. Kaya bekommt einen Sohn namens JZ.

### Roberta Warren
Lt. Roberta Warren war früher ein Mitglied der Nationalgarde in Missouri und war mit einem Feuerwehrmann verheiratet. Nach der Apokalypse lebte sie im Blue Sky Camp, bevor sie sich der Operatione Bisswunde anschloss. Nach dem Tod von Garnett in der 1. Staffel wird sie die Anführerin der Gruppe. Nachdem sie am Ende der 3. Staffel eine Kugel abbekommen hat, die vorher Murphy getroffen hatte, wacht sie am Anfang der 4. Staffel in Zona auf. Mit Murphy flieht sie von dort und schließt sich wieder mit der alten Gruppe zusammen.

### Alvin Murphy
Alvin Bernard Murphy ist ein ehemaliger Strafgefangener und der einzige bekannte Überlebende eines Zombiebisses, nachdem er an einem Experiment für einen Zombie-Impfstoff teilgenommen hat. Die Aufgabe von Operation Bisswunde ist es, Murphy nach Kalifornien in ein Labor zu bringen, damit dort weiter an einem Impfstoff geforscht werden kann. Mit der Zeit wird Murphy den Zombies immer ähnlicher, bekommt blaue Haut und kann Zombies und Menschen, die er gebissen hat, kontrollieren.
In der 1. Staffel hat er ein Rendezvous mit Serena, die schwanger wird und in der 2. Staffel ihre gemeinsame Tochter Lucy zur Welt bringt. Nach Serenas Tod bringt Murphy Lucy bei einem Paar unter, die er gebissen und damit unter Kontrolle hat, da er Angst hat, die anderen könnten ihr etwas antun.
In Staffel 3 gründet er Murphytown und schart eine Anhängerschaft aus "Mischwesen" um sich, die alle von ihm kontrolliert werden, darunter auch Dr. Merch und 10K. Als er allerdings erfährt, dass Lucy entführt wurde, gibt er alles auf, um seine Tochter zu retten.
Anfang der 4. Staffel erfährt man, dass er in Zona geheilt wurde und keine Zombies mehr kontrollieren kann. Später erhält er seine Fähigkeiten zurück, nachdem er von Lucy gebissen wurde, um sein Leben zu retten. Im Serienfinale isst er Sun Meis Gehirn und erfährt das Rezept für das Heilmittel für das Zombie-Virus, doch man erfährt nicht, was er damit macht.

### Doc
Steven Beck, von allen nur Doc genannt, ist ein ehemaliger Suchtberater und Suchtkranker. Vorher diente er bei der United States Navy. Obwohl er kein richtiger Arzt ist, wird er der Ansprechpartner für medizinische Fragen im Team. Sein medizinisches Wissen hat er aus der Serie Emergency Room. Nach der Apokalypse schloss er sich dem Blue Sky Camp im Staat New York an, bevor es zerstört wurde. Für 10K stellt er eine Vaterfigur dar, vermutlich um seine Schuld zu stillen, für seinen eigenen Sohn, den er mit 19 bekam, nie da gewesen zu sein.
In der 2. Staffel hilft er Serena dabei, Lucy zur Welt zu bringen. In der 3. Staffel wird bekannt, dass er tatsächlich einen Doktor in klinischer Psychologie hat.

### 10K
Thomas wird in der Regel nur 10.000 (im Englischen 10K), selten auch mal Tommy oder von Doc auch der Junge genannt. Am Anfang der Apokalypse war er mit seinem Vater unterwegs, den er allerdings erlösen musste. Vorher versprach er ihm, nicht aufzugeben. Er ist der jüngste der Gruppe und ist eher ruhig und zurückhaltend. Er kann sehr gut mit einem Scharfschützengewehr umgehen und zählt die Zombies, die er tötet. Sein Ziel sind 10.000 Zombies, daher auch sein Spitzname. Nachdem Murphy Cassandra in einen Zombie-Mensch-Hybriden verwandelt hat, hasst 10K ihn, doch er hält seine Gefühle zurück, da Murphy die einzige Chance der Menschheit auf Heilung ist. Am Ende der 2. Staffel wird er angeschossen und kommt daher mit Murphy auf das U-Boot vom CDC Labor. Dieses wird zerstört, doch Murphy beißt 10K und Dr. Merch und flieht mit diesen. Während dieser Zeit hört er mit dem Zählen der Zombies auf und folgt Murphy. Im Finale der 3. Staffel droht er an einer entzündeten Wunde zu sterben, doch Warren, Sun Mei und Murphy können ihn retten, wodurch er seine Verbundenheit zu Murphy verliert. In einem Camp mit Überlebenden lernt er Red und ihren Ziehbruder kennen, da dieser 10K nacheifert, tauft Doc diesen 5.000 (im englischen 5K). In der 4. Staffel lässt er sich einen Bart stehen und lebt mit Red zusammen, 5K ist verstorben. Nachdem er von Red getrennt worden und wieder mit den anderen gereist ist, fängt er wieder mit dem Zählen an. In der 5. Staffel wird ihm von einem Zombie in die rechte Hand gebissen, weswegen Red diese abschneidet.

### Addy Carver
Addison Grace "Addy" Carver war ein Mitglied des Blue Sky Camps in New York und war bis zu seinem Tod mit Mack zusammen. Sie ist in der Gruppe für die Kommunikationstechnik zuständig und nutzt ihr Talent oft, um Citizen Z zu kontaktieren. Ihre Lieblingswaffe ist ein metallener Baseballschläger mit Stacheln, den sie den Zombietrimmer nennt, dieser wird später zu einer Art Taser modifiziert. In der 1. Staffel setzt ihr die Apokalypse sehr zu, weshalb sie sich zeitweise dem Camp der Schwestern der Barmherzigkeit anschließt, bis dieses zerstört wird. In der 2. Staffel schließen sie und Mack sich wieder der Operation Bisswunde an, doch bald darauf wird Mack gebissen und Addy erlöst ihn. Nachdem sie Ende der 3. Staffel schwer mit dem Mann zu kämpfen hatte, sieht man sie in der 4. Staffel mit einer Augenklappe. Als sie am Ende der 3. Staffel von der Klippe fiel, rettete Lucy ihr das Leben, indem sie sie Biss, wodurch die beiden nun eine telepathische Verbundenheit haben. Addy verschwindet Anfang der 4. Staffel, taucht aber in der 5. Staffel wieder auf, um dem Team zu helfen.

### Mack Thompson
Mack Thompson war früher Hockeyspieler der Tri-City Americans und lernte Addy Carver kennen, als ein Hockeyspiel von Zombies überrannt wurde. Obwohl Addy Fan des anderen Teams war, wurden die beiden ein Paar. Zusammen gehörten sie dem Blue Sky Camp in New York an, bis dieses zerstört wurde. Als Addy sich einem Camp anschließt, in dem nur Frauen erlaubt sind, wartet er außerhalb des Camps auf sie. In der 2. Staffel kehren sie zusammen zu Robertas Team zurück, doch kurz darauf wird Mack gebissen und Addy muss ihn erlösen.

### Cassandra
Cassandra gehörte der Kannibalengruppe in Philadelphia an, wo sie als Köder diente, um andere Überlebende anzulocken, die ihre Gruppe dann gefangen nehmen und essen konnte. Cassandra kann fliehen und sperrt sich selbst in einen Käfig ein, wo sie von der Gruppe der Operation Bisswunde gefunden wird. Später leidet sie an einer Infektion und droht zu sterben, doch Murphy beißt sie, womit er zwar ihr Leben rettet, sie aber auch zu einem "Mischwesen" unter seiner Kontrolle macht. Als Murphy ihr befiehlt, jeden zu töten, der ihm folgt, erlöst 10K sie.

### Charles Garnett
Sgt. Charles "Charly" Garnett war früher Mitglied der Nationalgarde in Georgia und war verheiratet und hatte Kinder. Nach der Apokalypse gehörte er dem Camp Blue Sky an, bevor er sich der Operation Bisswunde anschloss. Bis zu seinem Tod führt er die Gruppe an. Bei dem Versuch Murphy zu beschützen, wird er von Priester Jacob und seinem Kult getötet und in einen Zombie verwandelt. Er wird von Warren erlöst, die zu diesem Zeitpunkt seine Freundin war.

### Mark Hammond
Lt. Mark Hammond ist der letzte Überlebende des Delta Force Teams, das Murphy zu dem CDC Labor nach Kalifornien bringen sollte. Auch Hammond wird gebissen und erlöst. Garnett übernimmt daraufhin die Leitung des Teams. Hammond taucht nur in der ersten Episode auf.

### Javier Vasquez
Javier Vasquez war früher ein DEA-Agent. Nachdem er einen von Escorpions Männern festgenommen hat, entführt dieser Javiers Frau und Tochter und tötet diese vor ihm. Bei der Beerdigung verwandeln sie sich in Zombies und Vasquez schwor Rache. Anfang der 2. Staffel schließt er sich der Operation Bisswunde an, um an Escorpion zu gelangen, der hinter Murphy her ist. Sie gelangen tatsächlich zu den Zeros und Vasquez versucht, Escorpion zu töten, doch Warren verhindert dies. Vasquez wird von den Zeros gefoltert, bis ihm die Flucht gelingt. Am Ende der Staffel verlässt er die Gruppe. In der 3. Staffel taucht er in einer Episode wieder auf. Er hatte einen mentalen Zusammenbruch und hält sich nun selber für Escorpion und führt die "rote Hand" an. Nachdem er Hector tödlich verletzt hat, erlöst Warren ihn.

### Escorpion
Hector Alvarez, auch bekannt als Escorpion, ist die rechte Hand von La Reina, der Anführerin der Zeros, einem mexikanischen Drogenkartell. Er foltert Vasquez und tötet dessen Frau und Tochter. In der 2. Staffel tritt er als Protagonist auf, doch am Ende bittet er Vasquez um Vergebung und schenkt ihm sein Leben, doch Vasquez verschont ihn. In der 3. Staffel schließt er sich Robertas Gruppe an, wird später aber von Vasquez getötet, der Escorpions Identität angenommen hatte. Vor seinem Tod hatte er einen experimentellen Impfstoff von Sun Mei erhalten, sodass er nach seinem Tod als Zombie mit seltsamen Augen erwacht. Es ist unklar, was dies bedeutet, da er nie wieder auftaucht.

### Der Mann
Der Mann taucht in der 3. Staffel auf und sucht Menschen von einer Liste für Zona. Sein echter Name ist unbekannt. Er ist brutal und rücksichtslos und löscht auch ganze Gruppen aus, um an sein Ziel zu gelangen. Zunächst stehen vor allem Ärzte und Wissenschaftler auf seiner Liste, später steht dort nur noch Murphy, dessen Blut als Heilmittel für den Zombievirus gilt. Als der Mann erfährt, dass Murphy eine Tochter hat, entführt er diese. Addy tötet ihn schließlich, indem sie sich mit ihm von einer Klippe stürzt, um zu verhindern, dass Lucy von Zona entführt werden kann.

### Sun Mei
Sun Mei stammt aus Laos und war Virologin in Peking, China. Dort konnten sich 200.000 Menschen vor den Zombies in die Verbotene Stadt retten. Sie wurde mit einem Team und Ausrüstung in die USA geschickt, um Murphy und sein Team zu finden. Sie ist die einzige Überlebende dieser Mission und schließt sich in der 3. Staffel Robertas Gruppe an. In Staffel 5 arbeitet sie als Ärztin in Newmerica bis zu ihrem Tod. Ihr Gehirn wird von Murphy gegessen, der dadurch eventuell das Heilmittel findet.

### Kaya
Kaya Cruller lebte mit ihrem Onkel Koukou und ihrer Großmutter als Inuit. Anfang der 3. Staffel rettet sie Citizen Z und seinen Hund Pup aus einem Blizzard und bringt sie zu sich nach Hause. Sie ist ein großer Fan von ihm und hilft ihm, das Camp Northern Light wieder in Betrieb zu nehmen und auf Sendung zu gehen. Die beiden werden ein Paar und sie wird schwanger mit ihrem Sohn JZ. In der 5. Staffel wird bekannt, dass sie und Citizen Z geheiratet haben.

### Red
Red gehörte der Überlebendengruppe vom Mercy Labor an und hat in der Apokalypse die Verantwortung für einen kleinen Jungen übernommen, der 5K genannt wird. Sie trifft in der 3. Staffel auf Robertas Gruppe, Anfang der 4. Staffel sind sie und 10K ein Paar, allerdings werden sie getrennt. In der 5. Staffel taucht sie wieder in Newmerica auf.

### 5K
5.000 (im Englischen 5K), auch als Naturjunge bekannt, gehört der Überlebendengruppe vom Mercy Labor an und ist Reds Ziehbruder. Vorher wurde er von einer Gruppe Krähen aufgezogen, weshalb er deren Laute nachahmen kann. Da er 10K nachahmte, bekam er den Spitznamen 5K. Im Finale der 3. Staffel fällt er von einer Klippe. Während Red noch Hoffnungen hat, dass er überlebt hat, ist sich 10K sicher, dass er tot ist.

### Lucy Murphy
Lucy Serena Murphy ist die Tochter von Murphy und Serena und wird in der 2. Staffel geboren. Durch ihren Vater hat sie einige Eigenschaften wie die blaue Haut und die Fähigkeit, Zombies zu kontrollieren, geerbt. Nachdem ihre Mutter gestorben ist, lässt Murphy sie zu ihrer Sicherheit in Illinois bei einem Paar, das er kontrolliert. Sie altert sehr schnell und ist bereits am Ende der 3. Staffel ein Teenager. Als der Mann sie entführt, kämpft Addy sehr um sie, weshalb zwischen den beiden ein enges Band entsteht und Lucy sie "Tante Addy" nennt. Als diese sich mit dem Mann von einer Klippe stürzt, rettet Lucy ihr sogar das Leben, indem sie sie beißt.

### Sgt. Lilley
Sgt. Lilley "Sarge" Mueller taucht in der 4. Staffel auf und ist die Tochter von Lt. Mueller, der das Flüchtlingscamp leitet und versucht, Überlebende nach Newmerica zu bringen. Nachdem ihr Vater gestorben ist, schließt sie sich Robertas Gruppe an. Sie beginnt eine Beziehung mit 10K, nachdem Red verschwunden ist. In der 5. Staffel treffen sie Red wieder. Als die beiden und 10K von Zombies umringt sind, opfert sich Sarge, um die beiden anderen zu retten.

## Besetzung
Die Synchronisation der ersten Staffel wurde bei der German Dubbing Company erstellt, die restlichen Staffeln wurden bei der FFF Grupe synchronisiert. Ronald Nitschke führte bei der ersten Staffel die Dialogregie.

### Hauptdarsteller
| Schauspieler                   | Rolle                         | Episode(n)                               | Synchronsprecher          |
| ------------------------------ | ----------------------------- | ---------------------------------------- | ------------------------- |
| Kellita Smith                  | Lt. Roberta Warren            | 1.01–5.13                                | Anke Reitzenstein         |
| DJ Qualls                      | Simon Cruller / Citizen „Z“   | 1.01–5.13                                | Julien Haggége            |
| Michael Welch                  | Mack Thompson                 | 1.01–2.02, 2.14                          | Constantin von Jascheroff |
| Keith Allan                    | Alvin Murphy / Patient „Zero“ | 1.01–5.13                                | Sven Gerhardt             |
| Anastasia Baranova             | Addison „Addy“ Carver         | 1.01–5.13                                | Rubina Nath               |
| Russell Hodgkinson             | Steven „Doc“ Beck             | 1.01–5.13                                | Ronald Nitschke           |
| Pisay Pao                      | Cassandra                     | 1.01–2.06, 3.01                          | Esra Vural                |
| Nat Zang                       | Thomas „Tommy“ „10K“          | 1.01–5.13                                | Wanja Gerick              |
| Tom Everett Scott              | 1st Sgt. Charles Garnett      | 1.01–1.06                                | Peter Flechtner           |
| Harold Perrineau, Jr.          | Lt. Mark Hammond              | 1.01                                     | Charles Rettinghaus       |
| Matt Cedeño                    | Javier Vasquez                | 2.01–2.15, 3.09                          |                           |
| Emilio Rivera                  | Hector „Escorpion“ Alvarez    | 2.02, 2.04, 2.07, 2.12, 2.13, 2.15–3.09  |                           |
| Joseph Gatt                    | Der Mann                      | 3.01, 3.07, 3.10, 3.13, 3.14             |                           |
| Sydney Viengluang              | Sun Mei                       | 3.02–5.13                                |                           |
| Ramona Young                   | Kaya                          | 2.15, 3.02, 3.12, 3.14, 4.04, 4.09, 4.13 |                           |
| Natalie Jongjaroenlarp         | Red                           | 3.01, 3.05, 3.12, 3.14, 4.01, 4.02, 5.02 |                           |
| Holden Goyette                 | 5K „Naturjunge“               | 3.01, 3.12, 3.14, 4.01                   |                           |
| Grace Phipps                   | Sgt. Lilly Madison Mueller    | 4.01–5.03                                |                           |
| Henry Rollins                  | Lt. Mueller                   | 4.01–4.03                                |                           |
| CGI (Animation)                | Lucy Serena Murphy            | 2.05–2.06                                |                           |
| Cora M. Abdullah               | Lucy Serena Murphy            | 2.15                                     |                           |
| Madelyn Grace, Bea Corley      | Lucy Serena Murphy            | 3.10                                     |                           |
| Bea Corley, Caitlin Carmichael | Lucy Serena Murphy            | 3.13                                     |                           |
| Kelly Washington               | Lucy Serena Murphy            | 3.14                                     |                           |
| Tara Holt                      | Lucy Serena Murphy            | 4.01–4.06                                | Anna Ewelina              |
| Sara Coates                    | Lucy Serena Murphy            | 4.06                                     | Maike von Bremen          |
| Katy O’Brian                   | Georgia „George“ St. Clair    | 5.01–5.13                                |                           |
| Mario Van Peebles              | Martin Cooper                 | 5.01                                     |                           |
| Lydia Hearst                   | Pandora                       | 5.02                                     |                           |

Anmerkungen
1. ↑  Obwohl Perrineau als Hauptrolle der gesamten Staffel geführt wird, tritt er lediglich in der Pilotfolge auf.

### Nebendarsteller
| Schauspieler        | Rolle                       | Episode(n)                         | Synchronsprecher       |
| ------------------- | --------------------------- | ---------------------------------- | ---------------------- |
| Lisa Coronado       | Marilyn Merch               | 1.01                               |                        |
| Mark Carr           | Sketchy McClane             | 1.01, 1.07, 2.07, 3.08             |                        |
| Doug Dawson         | Skeezy                      | 1.01, 1.07, 2.07, 3.08             |                        |
| Rick Rivera         | Tobias Campbell             | 1.03                               |                        |
| Yuji Okumoto        | Bernt                       | 1.03                               |                        |
| Bill Moseley        | General Arthur C. McCandles | 1.04                               |                        |
| Adam Lippert        | Rick                        | 1.05                               | Sebastian Kluckert     |
| David S. Hogan      | Bruder Eli                  | 1.06                               | Fabian Kluckert        |
| Tony Doupe          | Robert                      | 1.07                               | Fabian Kluckert        |
| Rich Morris         | Forman                      | 1.07                               | Robert Glatzeder       |
| Christy Choi        | Brittany                    | 1.07                               | Daniela Grubert        |
| Kelly McGillis      | Helen                       | 1.11                               | Daniela Hoffmann       |
| Sara Coates         | Serena                      | 1.11, 2.01, 2.04, 2.05, 3.10       | Maike von Bremen       |
| Kimberly Nesper     | Tessa                       | 1.11                               | Bettina Kenney         |
| Jacob Goudzwaard    | Sam                         | 1.11, 2.01                         | Vincent Borko          |
| Donald Corren       | Dr. Walter Kurian           | 1.13, 2.01, 2.04, 2.12, 2.13, 2.15 |                        |
| Dileep Rao          | Odegard                     | 2.01                               | Patrick Schröder       |
| Kim Little          | Ma Kettle                   | 2.06                               | Tatjana Pokorny        |
| George R. R. Martin | Zombie George R. R. Martin  | 2.08                               |                        |
| Tinsel Korey        | Ayalla                      | 2.10                               | Marieke Oeffinger      |
| Gina Gershon        | La Reina                    | 2.12, 2.13, 2.15                   | Anna Dramski           |
| Darlene McCarthy    | Nana                        |                                    |                        |
| DeRon Brigdon       | Wesson                      |                                    |                        |
| Cecil Cheeka        | Kaskae                      |                                    |                        |
| Aaron Trainor       | Will Chaffin                |                                    |                        |
| Kathryn Brown       | Hope Chaffin                |                                    |                        |
| Frank Boyd          | Dr. Harald Teller           | 3.01, 4.01, 4.02                   |                        |
| Hannah Horton       | Winona                      | 3.06                               | Katharina Schwarzmaier |
| Kodiak Lopez        | JZ                          |                                    |                        |
| Kent Loomer         | Bruce                       | 4.09                               | Christian Jungwirth    |
| Reine Swart         | Carly McFadden              | 4.09                               | Katharina Schwarzmaier |
| Lydia Hearst        | Pandora                     | 5.02, 5.03                         | Katharina Schwarzmaier |
| Jennie Oliver       | Cara                        | 5.05                               | Janina Dietz           |
| Larissa Schmitz     | Freckles                    | 5.06                               | Kerstin Julia Dietrich |
| David Brown-King    | Charlie                     | 5.08                               | Armin Hägele           |
| Jason Mewes         | Ghostking                   | 5.11                               | Armin Hägele           |
| Meagan Karimi-Naser | Grrl Boom                   | 5.11                               | Julia Vieregge         |

## Produktion
Produziert wird die Serie von Syfy Universal und dem Produktionsstudio The Asylum, das für Trashfilme und Mockbuster wie Sharknado – Genug gesagt! bekannt ist. Die Dreharbeiten finden in Spokane im US-Bundesstaat Washington statt.
Die Showrunner Karl Schaefer und Craig Engler beschreiben „Z Nation“ als einen Versuch, den Spaß zurück in das Zombiegenre zu bringen, das ihnen durch Fernsehserien wie „The Walking Dead“ zu ernst geworden sei.
Die deutsche Synchronisation wurde von der German Dubbing Company in Berlin erstellt.
Die Serie „Z Nation“ wurde am 20. Oktober 2014 für eine zweite Staffel verlängert, die 15 Folgen enthält. Im November 2015 erfolgte die Verlängerung in die dritte Staffel.
Im Dezember 2018 gab man die Absetzung der Serie nach der fünften Staffel bekannt.

## Ausstrahlung
Vereinigte Staaten
In den Vereinigten Staaten wurde die erste Staffel vom 12. September 2014 bis 5. Dezember 2014 ausgestrahlt. Die zweite Staffel wurde zwischen dem 11. September und 18. Dezember 2015, die dritte Staffel zwischen dem 16. September und 16. Dezember 2016 erneut bei Syfy ausgestrahlt.
Deutschland
In Deutschland startete die Ausstrahlung der ersten Staffel am 29. Juli 2015 auf dem Pay-TV-Sender Syfy in Doppelfolgen. Die Ausstrahlung der zweiten Staffel lief ab dem 5. April bis 24. Mai 2016 und die dritte Staffel zwischen dem 26. April und 14. Juni 2017 erneut bei Syfy. Des Weiteren hat mit Stand 5. Juni 2021 auch der Streaming-Dienst Netflix die erste bis fünfte Staffel mit deutscher und englischer Tonspur im Angebot.
Die Free-TV-Rechte sicherte sich der Sender RTL II bereits im April 2015; die Ausstrahlung der ersten Staffel erfolgte ab dem 6. November 2015.
International
International wird die Serie von Dynamic Television vertrieben.
In Australien startete die erste Staffel auf dem lokalen Syfy-Ableger am 1. April 2015, in Polen auf TV Puls am 1. März 2015. Die Erstausstrahlung der ersten Staffel im Vereinigten Königreich startete auf Pick am 21. Juli 2015.